# Quinto Pompeo Sosio Prisco
Quinto Pompeo Sosio Prisco (II secolo – II secolo) è stato un politico e senatore romano oltre che ufficiale militare del II secolo d.C.
Prisco ((LA)  Quintus Pompeius Sos(s)ius Priscus) era figlio del console dell'anno 108, Quinto Pompeo Falco. Il figlio di Prisco, Quinto Pompeo Senecio Sosio Prisco, fu console nel 169. Prima della sua carriera come pretore, Prisco sevir turmae II equitum Romanorum (capo di uno squadrone di cavalieri romani), triumvir monetalis, questore (142?) e pretore (147?).
Nel 149 Prisco divenne console a pieno titolo. Più tardi, probabilmente 163/164, è stato proconsole della provincia di Asia. Sotto l'imperatore Marco Aurelio, Prisco ha partecipato alle guerre del Danubio con il grado di comes e per i suoi servizi fu insignito della dona militaria.